# Ringstabekk Station (1924-2006)
|  | Ikke at forveksle med den nuværende Ringstabekk Station. |
Ringstabekk Station (Ringstabekk stasjon) var en metrostation på Kolsåsbanen på T-banen i Oslo.
Stationen blev lukket 1. juli 2006, da Kolsåsbanen skulle opgraderes til metrostandard. Efterfølgende blev den dog betjent igen af sporvogne på Lilleakerbanen, der fortsatte fra deres hidtidige endestation Jar til Bekkestua. 15. august 2011 blev stationen erstattet permanent af den nye Ringstabekk Station, der også erstattede Tjernsrud Station med en beliggenhed mellem de to gamle stationer.
59°55′13″N 10°36′02″Ø / 59.920226°N 10.600648°Ø